# Fieseler Fi 103
Die Fieseler Fi 103 war der erste militärisch eingesetzte Marschflugkörper. Sie wurde als eine der „Wunderwaffen“ in der NS-Propaganda des Zweiten Weltkriegs auch Vergeltungswaffe 1 bzw. nur kurz V1 genannt. Die Entwicklung der Gerhard-Fieseler-Werke in Kassel trug den Tarnnamen FZG 76 für Flakzielgerät 76 und war im Frühjahr 1944 einsatzbereit. Von Juni 1944 bis März 1945 wurden ca. 12.000 Fi 103 von der Wehrmacht hauptsächlich gegen Ziele in England (London) und Belgien (Hafen von Antwerpen) eingesetzt.
Das im Auftrag des Reichsluftfahrtministeriums ab Mitte 1942 entwickelte „Ferngeschoß in Flugzeugform“ war mit fast einer Tonne Sprengstoff beladen und wurde daher umgangssprachlich auch „Flügelbombe“ genannt.

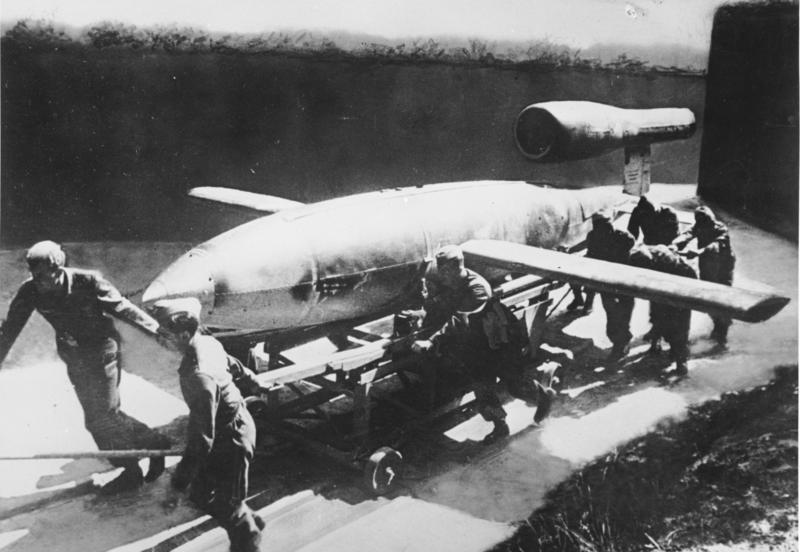
Marschflugkörper V1 vor dem Start

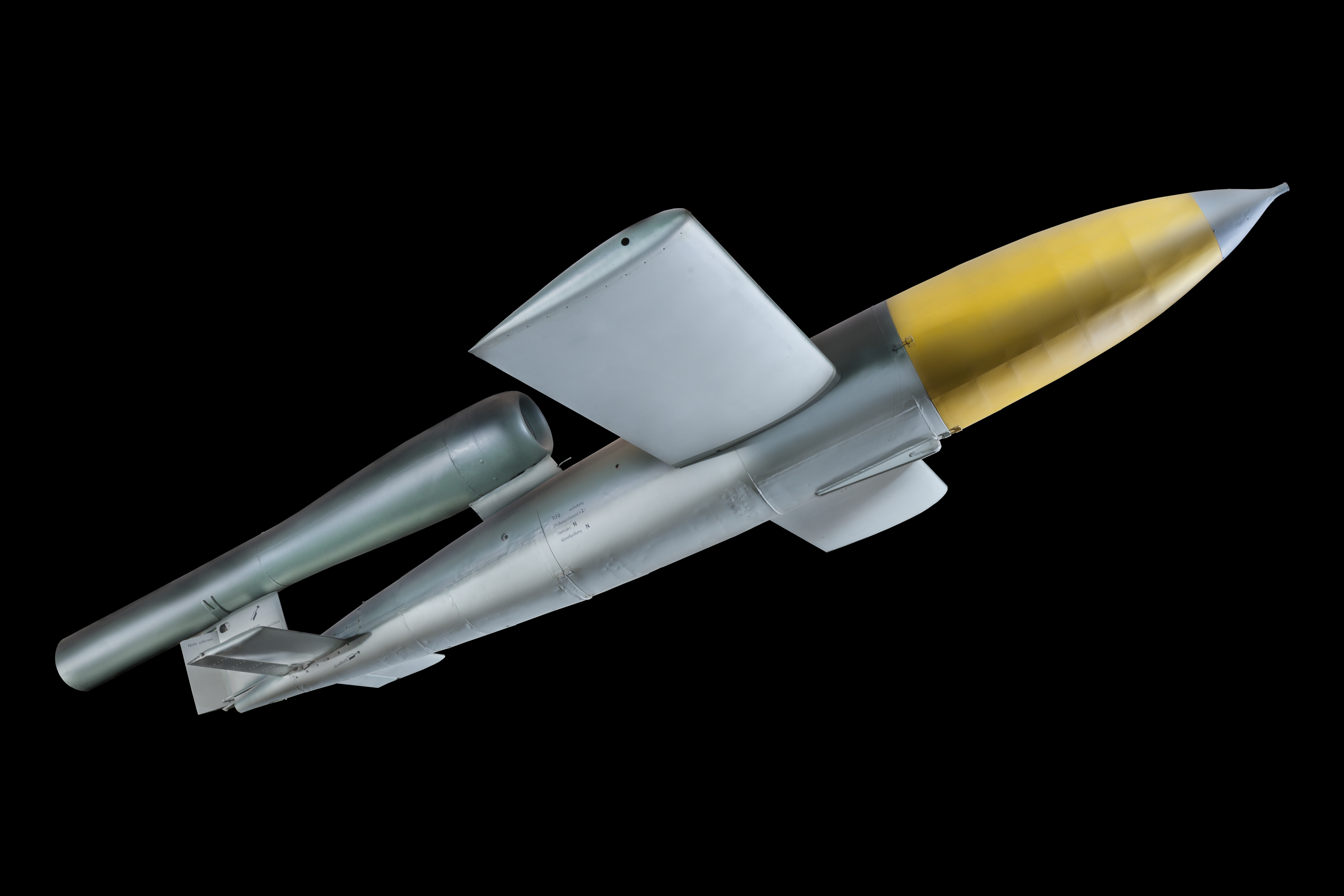
V1 im National Air and Space Museum

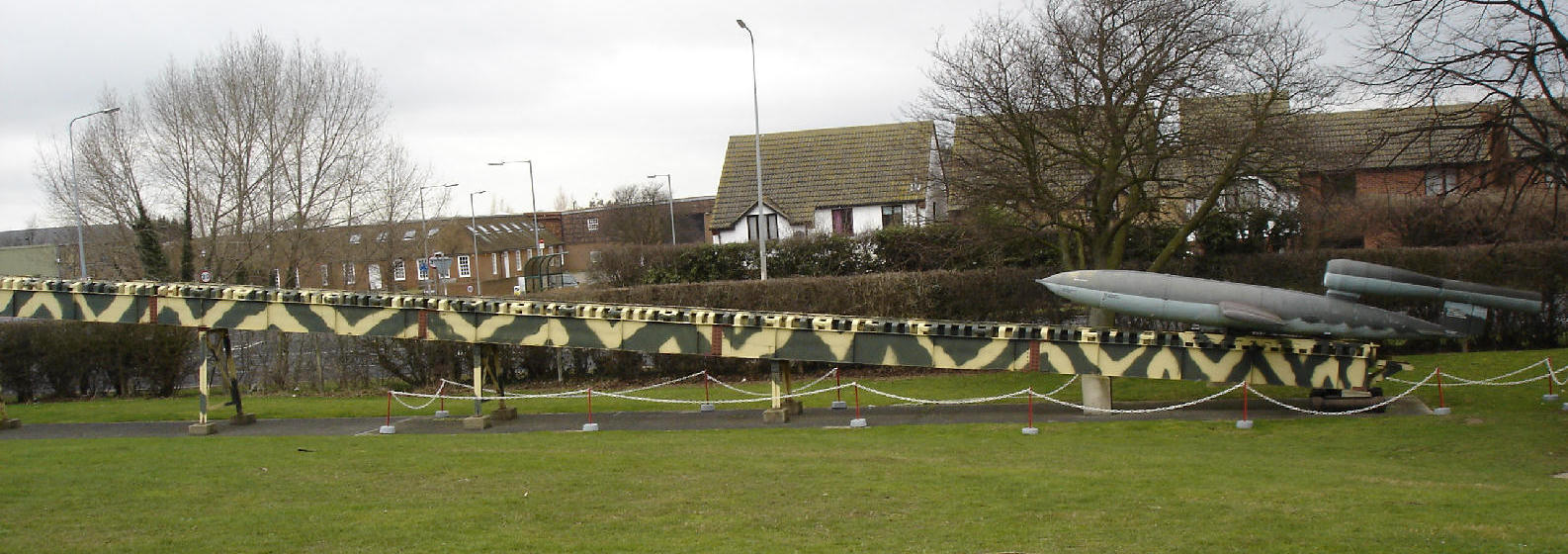
V1-Nachbau auf Startrampe (Imperial War Museum Duxford, England)

Links das Triebwerk, rechts eine V1 teilaufgeschnitten

## Bezeichnungen
V1 war eine von Joseph Goebbels geprägte propagandistische Bezeichnung, Fieseler Fi 103 die militärische Bezeichnung anhand der Typenliste des Reichsluftfahrtministeriums. Anfangs offiziell Höllenhund genannt, einigte man sich auf Vorschlag von Hans Schwarz van Berk am 17. Juni 1944 auf die Bezeichnung V-Waffe.
Die vor allem Richtung Brüssel, Antwerpen und Lüttich von Rampen in der Eifel gestarteten V1 wurden wegen der vielen Frühabstürze von der dortigen Bevölkerung als Eifelschreck bezeichnet.
In der deutschen Presse wurde am 12. August 1944 von dem „bald zwei Monate zurückliegenden“ ersten Einsatz einer „neuen Waffe“ mit der Bezeichnung „V 1“ berichtet, die als „fliegende Bombe“, „Flügelbombe“ und „orgelnder Komet“ tituliert wurde.
In Großbritannien informierte der zuständige Staatssekretär das Parlament und die Öffentlichkeit und nannte die neue Waffe sowohl pilotless aircraft ‚führerloses Luftfahrzeug‘ als auch missile ‚Geschoss‘, ‚Flugkörper‘. Die umgangssprachliche Bezeichnung für die V1 lautete wegen des charakteristischen knatternden Geräusches des Antriebs doodlebug oder buzz bomb.

## Technik

### Entwicklung

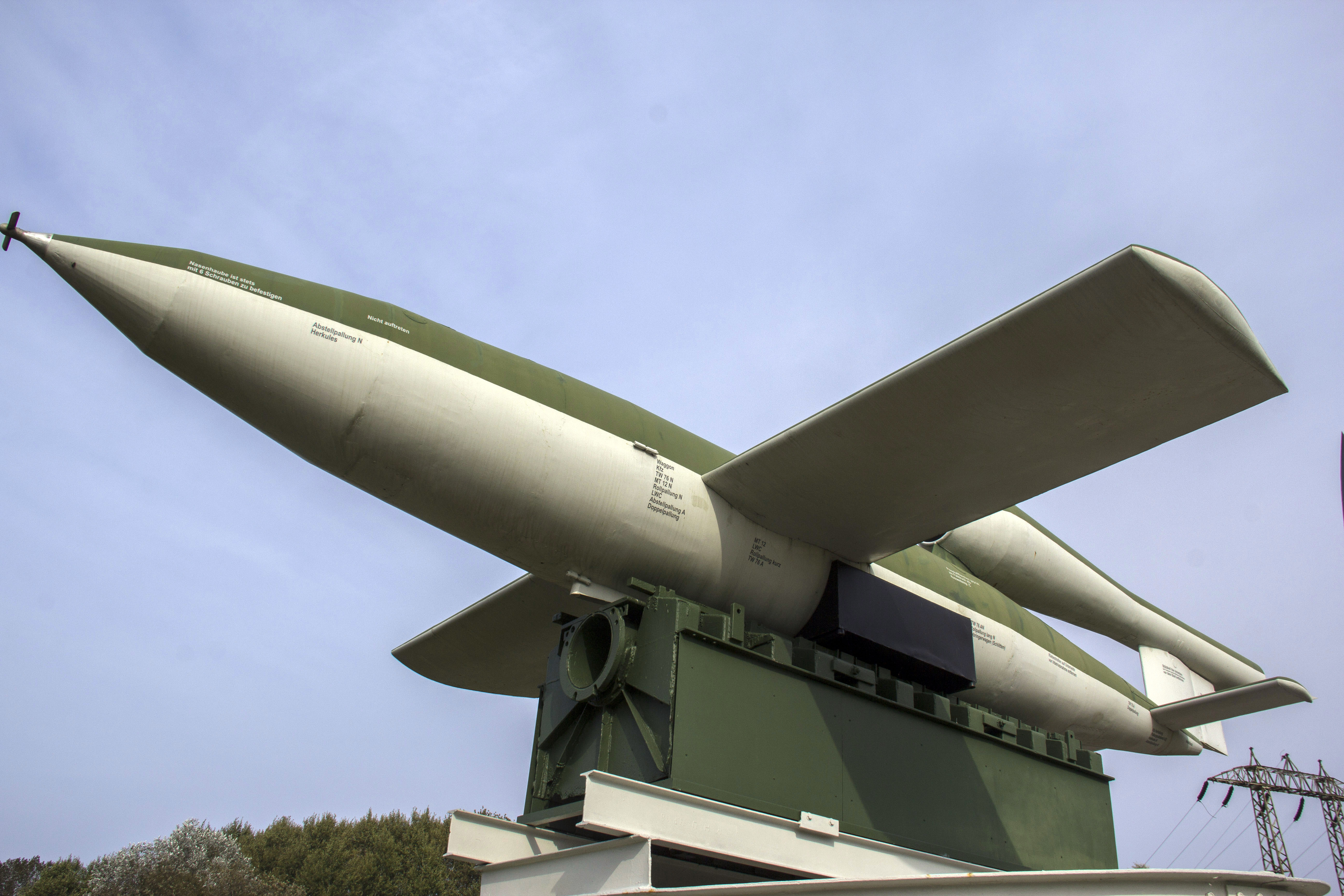
V1 im Museum Peenemünde

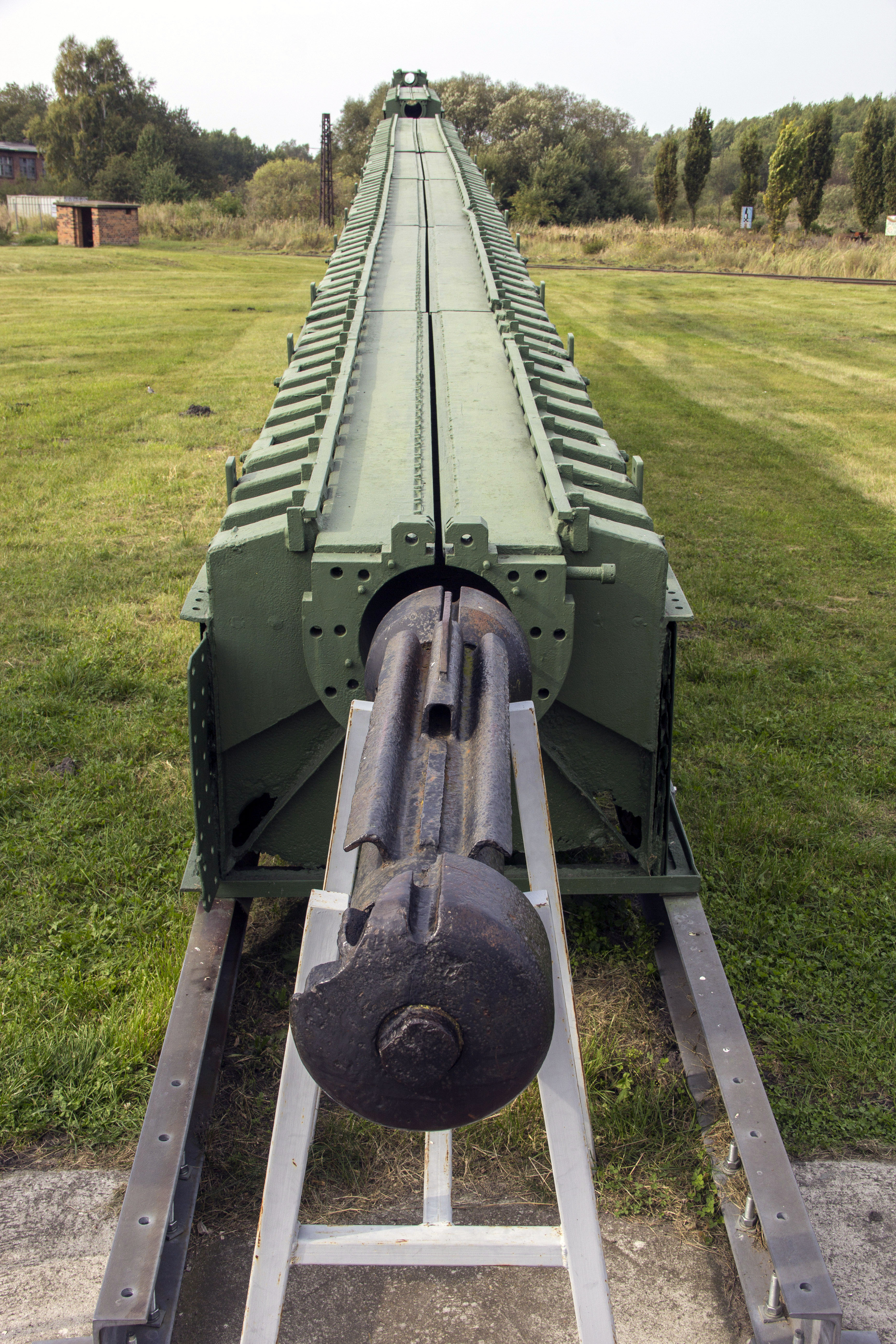
Startrampe der V1 im Museum Peenemünde

Die Idee einer von einem Pulsstrahltriebwerk angetriebenen „fliegenden Bombe“ wurde bereits 1934 von Georg Madelung und Paul Schmidt dem Reichsluftfahrtministerium (RLM) vorgelegt. Obwohl die Vorschläge damals verworfen wurden, entwickelte nach dieser Idee Ende der 1930er-Jahre Fritz Gosslau von der Firma Argus Motoren Gesellschaft in Berlin für das RLM unter dem Codenamen „Fernfeuer“ einen ferngesteuerten unbemannten Flugkörper, der anfangs noch von einem Kolbenmotor angetrieben werden sollte. Ab 1940 wurden die Arbeiten von Schmidt und Gosslau bei Argus koordiniert. Anfang 1942 wurde Robert Lusser von der Firma Fieseler für das Projekt gewonnen, der den Flugkörper der Fi 103 im „Werk I“ der Fieseler-Werke in Kassel-Bettenhausen entwarf und dort mehrere Prototypen baute. Am 19. Juni 1942 wurde vom RLM an die Firmen Fieseler und Argus, die das Pulso-Schubrohr Argus As 014 für den Antrieb lieferte, der Auftrag erteilt, das Projekt zur Serienreife zu entwickeln.
Gründe für das staatliche Aufgreifen des in der Industrie bereits längere Zeit betriebenen Projekts waren neben der Niederlage in der Luftschlacht um England auch die Fortschritte des Heeres mit der Rakete V2, die die Luftwaffenführung als Konkurrenz auf ihrem eigenen Gebiet ansah. Von Mai 1942 an wurde die Erprobungsstelle der Luftwaffe Peenemünde-West auf der Insel Usedom zur Weiterentwicklung der Waffe genutzt. Der erste Test einer Fi 103 erfolgte dort am 24. Dezember 1942 auf drei eigens dafür errichteten Startrampen. Weitere Rampen für die Erprobung befanden sich bei Zempin auf Usedom.
Am 26. Mai 1943 fand ein Vergleichsschießen mit der V2 statt. Danach fiel die Entscheidung, beide Waffen parallel weiterzuentwickeln und einzusetzen.
Der Flugkörper war für die damalige Zeit ein recht komplexes Gerät, das seinen Kurs selbsttätig kontrollieren konnte.
Zur Ermittlung der zurückgelegten Strecke trieb ein kleiner Propeller an der Spitze („Luftlog“) ein fünfstelliges rückwärts zählendes Zählwerk im Heck an, das drei Aktionen ausführte:
1. Einschalten der Zünderanlage (das Scharfstellen), etwa 70 km nach dem Start;
2. Einschalten der Funkanlage (falls eine solche eingebaut war) etwa 60 km vor dem Ziel;
3. Einleitung des Abstiegs beim Erreichen des Zielgebiets bei Stellung 00000 durch kleine Explosivladungen für die beiden Störklappen unter dem Höhenleitwerk.

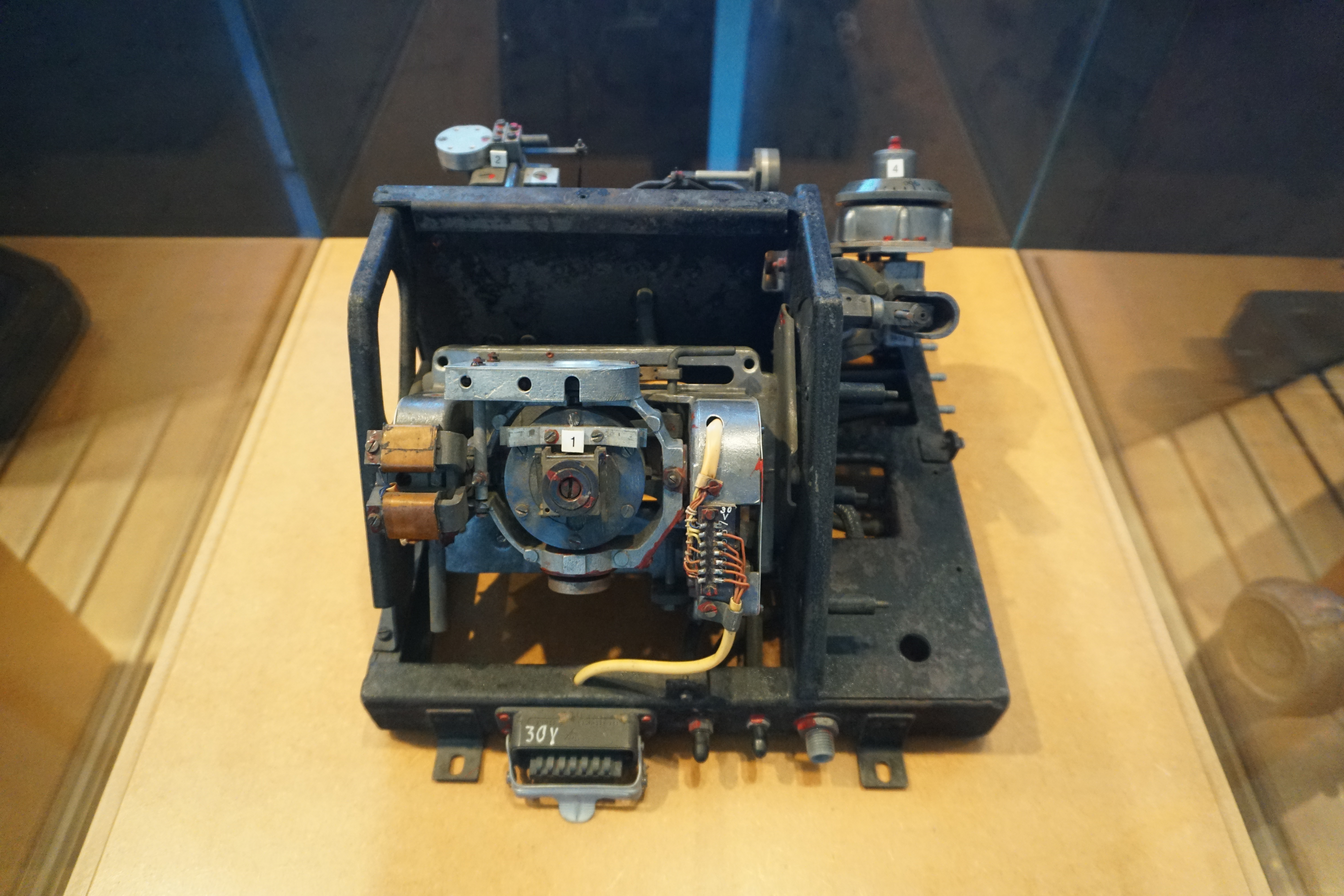
Steuergerät für die Lenkung der Fi 103

Im vordersten Teil des Rumpfs befand sich, eingebaut in eine hölzerne Kugel, ein elektrisch gekoppelter Magnetkompass, der über ein Kreiselinstrument im Heck die gyroskopische Stabilisierung über das Seitenruder besorgte.

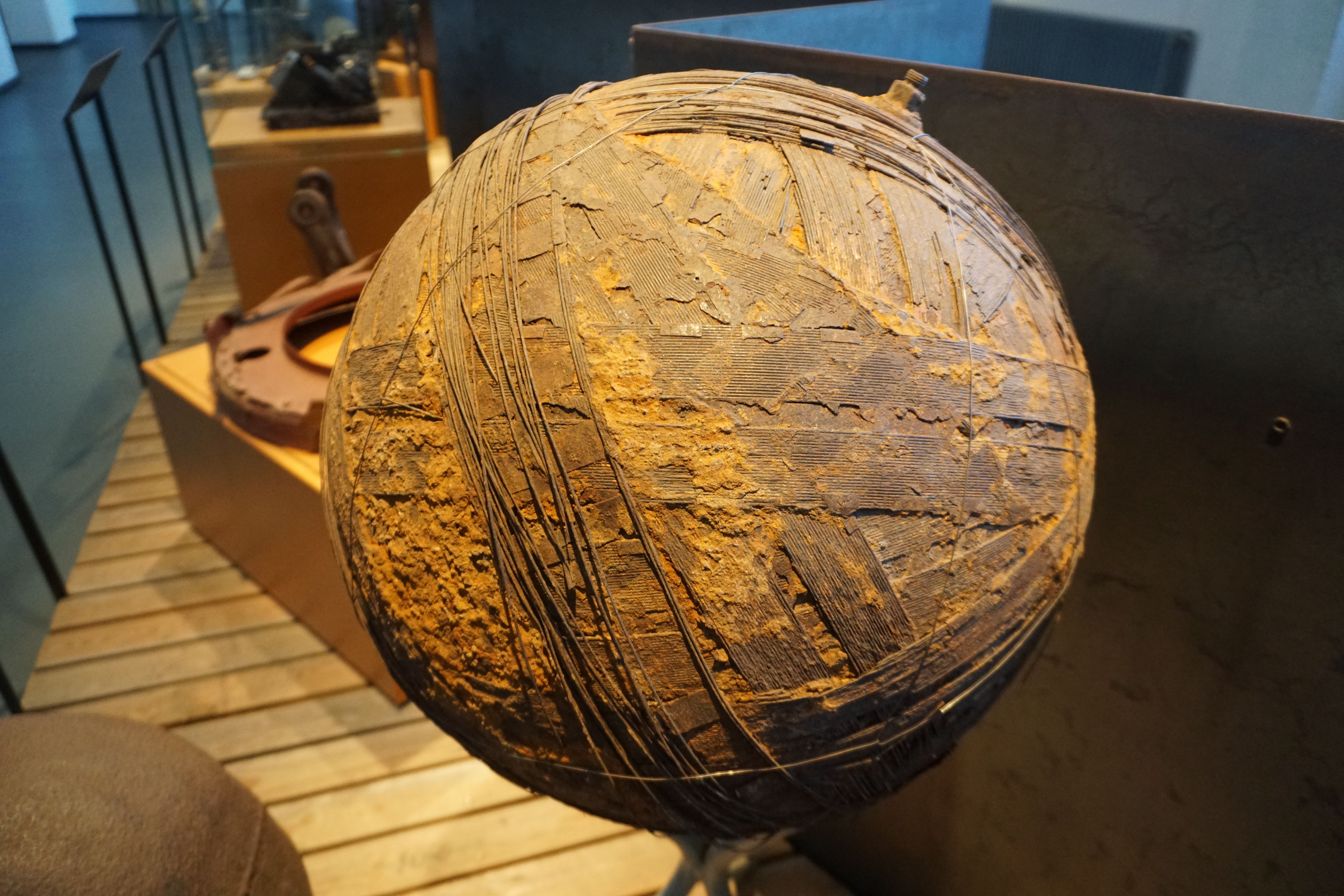
Einer der beiden, mit Stahldrähten bandagierten Druckbehälter.

Im Heck wurde in zwei kugelförmigen Tanks Druckluft mitgeführt. Die aus dem vorderen Tank diente der Beförderung des Treibstoffs in das Triebwerk, die des hinteren speiste die Kreiselsteuerung und die beiden pneumatischen Servomotoren für Seiten- und Höhenruder.
Ein Aufschlagzünder brachte dann die Sprengladung von 850 Kilogramm im Gefechtskopf zur Detonation. In den serienmäßigen V1 kam keine Funk- bzw. radargestützte Steuerung zum Einsatz.
Das Triebwerk war ein als „Schmidt-Rohr“ bezeichnetes Pulsstrahltriebwerk vom Typ As 014, das nach dem von Paul Schmidt erfundenen Prinzip des intermittierenden Pulso-Schubrohrs arbeitete. Es war sehr viel einfacher aufgebaut und damit deutlich billiger als die zu dieser Zeit bereits verfügbaren Turbinen-Strahltriebwerke. Die geringere Lebensdauer und der schlechtere Wirkungsgrad waren bei einem Marschflugkörper akzeptabel.

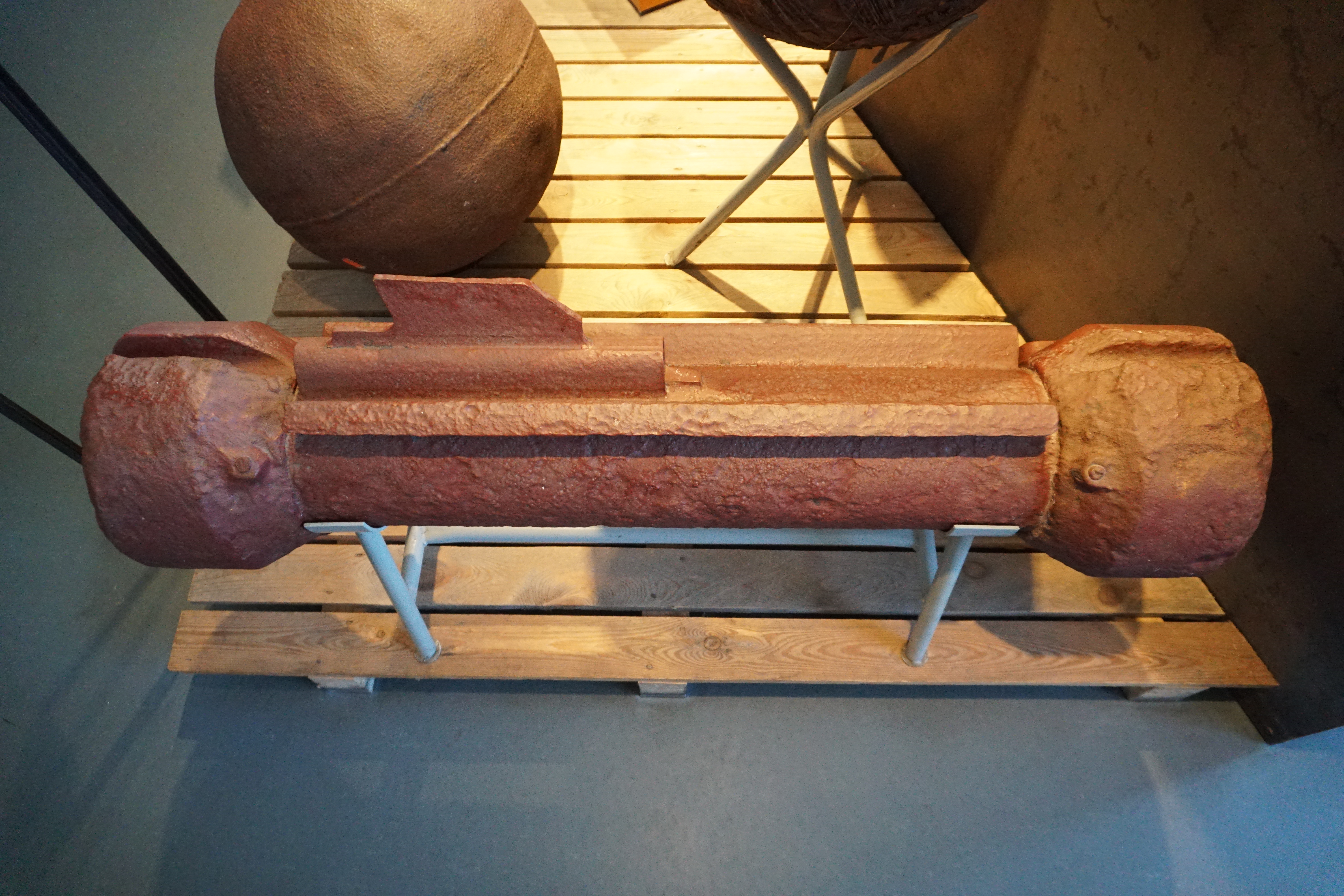
Antiebskolben des Dampf-Katapults einer F1 103

Die Fi 103 wurde durch ein Dampf-Katapult nach dem Walter-Prinzip von einer Startrampe gestartet. Die Rahme wurde nach ihrem Konstrukteur, dem Kieler Unternehmer Hellmuth Walter, Walter-Schleuder genannt. Sie hatte eine Länge von 48 Metern und eine Höhe von bis zu 6 Metern. Am 9. Juli 1944 wurden erstmals Fi 103 von zweimotorigen He 111H-22 gestartet. Diese hingen zwischen dem Rumpf und dem rechten Motor und wurden in 500 m Höhe über der Nordsee ausgeklinkt. Die III. Gruppe des Kampfgeschwaders 3 führte dieses Verfahren von den niederländischen Basen Venlo und Gilze-Rijen aus durch. Später flog auch das Kampfgeschwader 53 regelmäßig von norddeutschen Basen diese Einsätze. Am 5. Januar 1945 flog es den letzten V1-Einsatz auf London.
Ursprünglich war der Einsatz von vier Bunkeranlagen und 96 Feldabschussstellungen aus vorgesehen. Entsprechende Bauarbeiten wurden im Juni 1943 in Auftrag gegeben. Wegen der Kriegslage, die sich aus der Sicht des Deutschen Reiches rapide verschlechterte und zu raschen Gebietsverlusten führte, gelangten diese Standorte nie in die Nutzung. Vielmehr erfolgte der bodengebundene Start der V1 ausschließlich von kurzfristig aufgebauten und wieder verlegten Walter-Schleudern aus.

### Zielführung
Eine integrierte Zielsuche gab es noch nicht. Zur Fernlenkung wurden verschiedene Verfahren angewandt:
Kirschkern-VerfahrenZur Zielführung wurde an Bord ein einfacher MW-Sender „FuG 23“ mit Schleppantenne mit einem Frequenzbereich von 340 bis 500 kHz mitgeführt. Dieser wurde während des Fluges von deutschen Adcock-Peilstationen verfolgt (Fremdpeilung). Die Einschlagstelle ergab sich dann als Ort der letzten Peilung. Die erste V1 einer Startserie wurde also eher ungenau gestartet und erst die nachfolgenden mit Hilfe der empfangenen Peilsignale genauer gerichtet. Dieses Lenkverfahren hatte den Decknamen „Kirschkern“, in Anlehnung an das Kirschkern-Weitspucken. Reichweitenänderungen wurden am Wegstreckenzähler, einem vom Bugpropeller angetriebenen Zählwerk, eingestellt, Seitenabweichungen durch Einstellung am Kompass.
Fi-103-VerfahrenAuf Vorschlag der C. Lorenz AG aus dem Jahre 1943 sollte die V1 im Flug durch Kreuzpeilung geortet werden und mit Fernlenkkommandos an den Funkmessgeräten FuPeil A70h „Elektrola“ dann zum Ziel gelenkt werden.
DFS-Verfahrenmit verschiedenen Impulsfolgen zur direkten Fernlenkung.
Ewald/Sauerkirsche-Verfahren (Peilverfahren „Ewald II“, Funkanlage „Sauerkirsche II“)Um Störmaßnahmen entgegenzuwirken, wurden die Fernlenkimpulse mehrfach nacheinander ausgesandt. An Bord der Fi 103 wurde die Impulsfernlenkanlage „Mosel“ eingesetzt. Die vom Empfänger kommenden Impulse wurden auf einem Endlos-Magnetband aufgezeichnet. Erst wenn an drei Leseköpfen gleichzeitig derselbe Impuls anlag, wurde das Steuerkommando an die Ruder weitergegeben. Die erhoffte Treffgenauigkeit war ± 2 Kilometer auf 400 Kilometer Kampfentfernung.

### Technische Daten
| Kenngröße             | Daten |
| --------------------- | --- |
| Besatzung             | – |
| Länge                 | 7,742 m |
| Spannweite            | 5,30 m |
| Startmasse            | 2160 kg |
| Antrieb               | Pulsstrahltriebwerk Argus As 014 mit 3,28 kN Maximalschub                                                               |
| Treibstoff            | 570 Liter Leichtbenzin Oktan 75                                                                                         |
| Marschgeschwindigkeit | 576 km/h in 760 m Höhe                                                                                                  |
| Dienstgipfelhöhe      | 3000 m |
| Reichweite            | 257–286 km |
| Treffergenauigkeit    | im Umkreis von 12 km |
| Bewaffnung            | - 847,11-kg-Sprengkopf aus Amatol - Einige wenige mit Zusatzbewaffnung: - 23 × 1-kg-Streubomben - Propagandaflugblätter |

### Weiterentwicklung zur Cruise-Missile

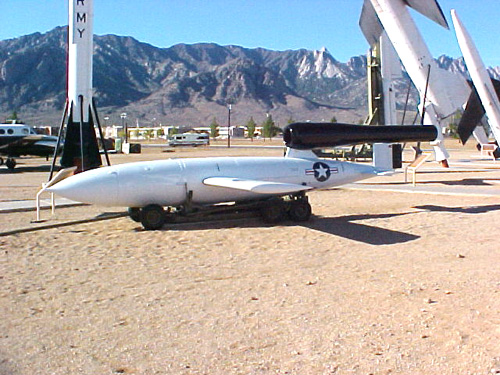
US-Kopie „Loon“ der V-1 auf der White Sands Missile Range

In den Vereinigten Staaten wurde unter der Bezeichnung JB-2 von Republic Aviation und Ford bereits 1944 eine Kopie entwickelt. Die Testflüge wurden in der Eglin Air Force Base in Florida im Oktober 1944 durchgeführt, die Produktion begann ab 1945. Sie belief sich auf insgesamt 1400 Stück, die aber nie zum Einsatz kamen. Ihr Einsatz war bei der Invasion Japans geplant. Auch die französische Arsenal ARS 5501 Bernadette basierte auf der V1. Sie wurde unter anderem von der Royal Navy ab 1953 als Zieldarstellungsdrohne eingesetzt.

### Sowjetische Entwicklungen
Auch in der Sowjetunion wurde mit einer Waffe experimentiert, die von Flugzeugen sowie von stationären wie auch von mobilen Rampen aus gestartet werden konnte. Sie wurde von Wladimir Nikolajewitsch Tschelomei entwickelt und als „10ch“, russisch 10Х – zehnte Modifikation einer geheimen Waffe – bezeichnet. Ausgangspunkt für diesen Nachbau der Fi 103 war ein unvollständiges Exemplar, das die britische Regierung im Oktober 1944 dem damaligen Verbündeten Sowjetunion gegeben hatte. Hinzu kamen im weiteren Kriegsverlauf noch Teile einzelner Baugruppen und Startrampen, die beim Vormarsch der Roten Armee in den Produktionsbetrieben in Kattowitz und Speck bei Altdamm erbeutet worden waren. Später wurden auch die nach dem Abzug der US-Truppen noch verbliebenen Produktionsanlagen bei Nordhausen in die Sowjetunion überführt. Als Antrieb diente die als D-3 bezeichnete Kopie des Argus As 014. Zwar hatten die sowjetischen Entwickler schon vor dem Krieg erfolgreich Raketenantriebe entwickelt und auch in Flugkörpern getestet, in den Kriegseinsatz waren diese aber nur in Form von Raketen wie beispielsweise beim Raketenwerfer Katjuscha gelangt. 
Tschelomei entwickelte auf Basis der „10ch“ noch die mit Holzflügeln und stärkerem D-5-Triebwerk ausgerüstete „14ch“ (Erstflug 1947) sowie die mit „Kobalt“-Bordradar für den ferngelenkten Zielanflug und zwei Triebwerken D-14 ausgerüstete „16ch“ (Erstflug 1948), die aber wegen ungenügender Treffergenauigkeit ebenso wie die „10ch“ nicht in die Bewaffnung der Streitkräfte übernommen wurden. 1954 wurde das Programm beendet.

## Produktion

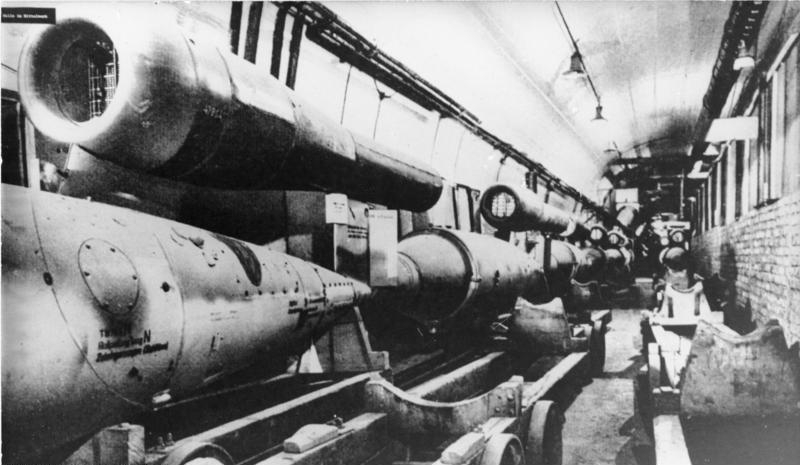
Unterirdische Produktion der „V1“ im KZ Mittelbau-Dora

Die Herstellungskosten betrugen pro Stück rund 3500 Reichsmark, nach anderen Quellen rund 5000 Reichsmark. Für den Bau waren etwa 280 Arbeitsstunden nötig. Die Produktion der Einzelteile fand bei mehr als 50 Herstellern statt. Unter anderem wurden ab Anfang März 1944 in einer „Geheimabteilung“ im Keller der Halle I des Volkswagenwerkes bei Fallersleben die „V1“ in Serie gebaut. Von 1940 bis 1945 mussten dort etwa 20.000 Menschen in Zwangsarbeit die verschiedenen Rüstungsgüter fertigen, darunter Kriegsgefangene und Insassen der Konzentrationslager. Im Sommer 1944 begann der „V1“-Serienbau auch in den unterirdischen Stollen des KZ Mittelbau-Dora bei Nordhausen in Thüringen. Im Zusammenhang mit der Produktion und Montage der verschiedenen Waffen im KZ Mittelbau-Dora starben etwa 20.000 KZ-Häftlinge. Einziger Ingenieur der „V1“-Produktion, der je vor Gericht gestellt wurde, war der Demag-Geschäftsführer und Generaldirektor der Mittelwerk GmbH Georg Rickhey. 1947 im „Nordhausen-Hauptprozess“ angeklagt, wurde er freigesprochen, obwohl im Prozess der mitangeklagte Funktionshäftling Josef Kilian aussagte, dass Rickhey bei einer Massenstrangulation von 30 Häftlingen am 21. März 1945 in Mittelbau-Dora anwesend war.
Auch andere Produktionsorte waren geplant und im Aufbau, wie beim KZ-Außenlager Thil bei Tiercelet und dem KZ-Außenlager Rebstock bei Dernau.
Insgesamt wurden rund 33.000 V1 hergestellt, zu Gesamtkosten von rund 164 Millionen Reichsmark.

## Abwehrmaßnahmen

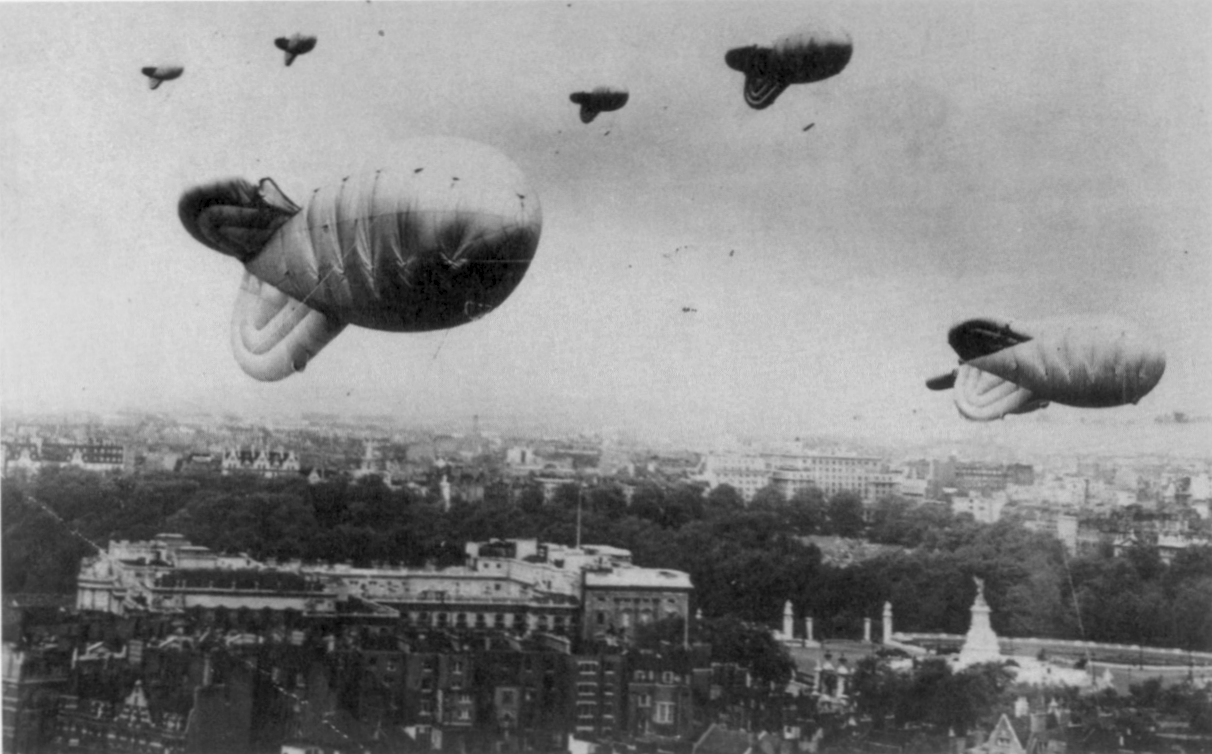
Foto der Sperrballone über London 1939–1945, Buckingham Palace und das Victoria Memorial groß im Bild

Die Bekämpfung der V1 erfolgte durch Flak, Abfangjäger und Sperrballone. Zusätzlich wurde versucht, den Einsatz der Waffe durch Agenten zu sabotieren sowie Produktionsanlagen und Abschussrampen zu bombardieren.

### Flak
Die Flughöhe der V1 lag zwischen 600 und 900 Metern. Aufgrund des anfänglich ausschließlichen Starts von stationären Startrampen konnten die Anflugkorridore kaum verändert werden und wurden schnell bekannt. Auf den V1-Anflugwegen wurden daher zahlreiche Flakbatterien stationiert, die bei der Ortung einer Flügelbombe Sperrfeuer schossen. Diese Maßnahme war am erfolgreichsten, da die V1 durch ihren leuchtenden Abgasstrahl und das charakteristische Motorengeräusch leicht zu orten war und die V1 keine Ausweichbewegungen machte. Später verwendete man erfolgreich Flakgeschosse mit Abstandszündern, eine US-amerikanische Neuentwicklung, die zur Tarnung „Variable Time fuze“ (Zünder mit variabler Zeit) genannt wurde. Dank stetiger Verbesserungen erreichte die Flak gegen Ende der V1-Einsätze eine Abschussquote von über 70 Prozent.
Am 19. Juni 1944, also eine Woche nach Beginn des Beschusses, hatte die britische Seite in den Anflugkorridoren der V1 jeweils 196 schwere und leichte Flugabwehrgeschütze und 288 Suchscheinwerfer zur Verfügung. Von Ende Juni an wurden die neuartigen Kerrison-Feuerleitrechner eingesetzt. Bis Ende Juli stieg die Zahl der eingesetzten Waffen auf 800 schwere und rund 1800 leichte Flugabwehrgeschütze.

### Abfangjäger

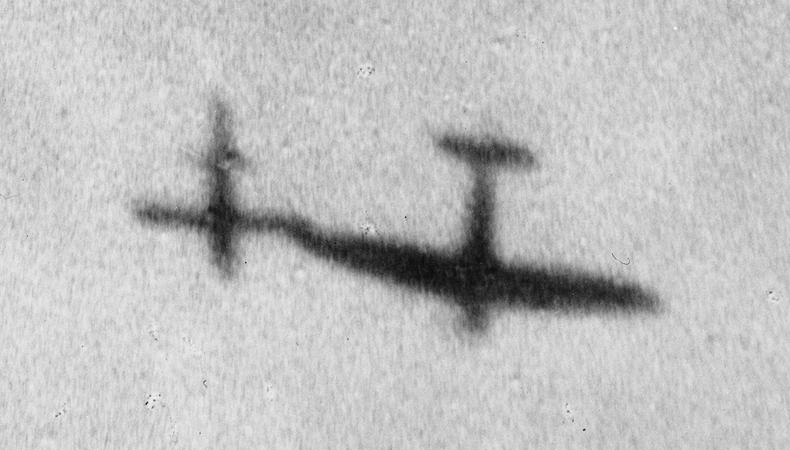
Eine Spitfire hebt den Flügel einer V1 durch Berührung an

Die V1 hatte eine Fluggeschwindigkeit von 630 km/h. Damit war sie ähnlich schnell wie die damaligen Jagdflugzeuge. Diese konnten nur aus der Überhöhung angreifen, um genügend Geschwindigkeitsüberschuss für einen Angriff zu haben. Anfangs waren nur einige wenige britische Hawker Tempest schnell genug. Neben dem direkten Abschuss, der für den Piloten wegen der möglichen Explosion des großen Sprengkopfes lebensgefährlich war, entwickelten einige Piloten eine andere Methode, um die V1 zum Absturz zu bringen: Durch knappes, etwas erhöhtes und seitlich versetztes Vorausfliegen konnte der Luftwirbel, der sich hinter einer Flugzeugtragflächenspitze bildet, genutzt werden, um die V1, die kein Querruder hatte, um ihre Längsachse so weit zu verdrehen, dass ihre Fluglage instabil wurde, die Kreiselsteuerung versagte und die V1 abstürzte.
In der Nacht wurden die V1 von Mosquitos angegriffen; aufgrund der Lage ihrer Basis RAF Ford, etwa 3 Kilometer südwestlich von Arundel (West Sussex), trug die No. 96 Squadron RAF eine Hauptlast und schoss 180 der „Doodlebugs“ ab.
Am 19. Juni 1944 standen zwölf Jagdstaffeln für die Bekämpfung der V1 zur Verfügung, einen Monat später 21 Staffeln.

### Sperrballone
Entlang der Einflugschneisen wurden Sperrballone stationiert, da die niedrige Einflughöhe der V1 dies begünstigte. Speziell gegen die Sperrballone gab es den Rüstsatz 1, „Kuto“ mit Messerleisten an Tragflächennasen. Letztlich gingen aber nur etwa 6 Prozent der vernichteten V1 auf deren Konto.
Am 19. Juli 1944 waren 157 Sperrballone im Einsatz, einen Monat später rund 2000.

### Nachrichtendienste
Spätestens von Herbst 1943 an hatten britische Nachrichtendienste und damit die Alliierten ein relativ klares Bild des V1-Programms, nachdem zuvor die V2 im Fokus gestanden hatte. Von diesem Zeitpunkt an wurden gezielte Gegenmaßnahmen auch gegen das V1-Programm nachrichtendienstlich vorbereitet und begleitet. Neben Informanten und Agenten unter den Deutschen und in der Zivilbevölkerung der besetzten Länder spielte dabei zunehmend die Auswertung von Luftbildern eine Rolle. Zudem ließ die österreichische Widerstandsgruppe rund um Kaplan Heinrich Maier entsprechende Dokumente dem britischen Geheimdienst SOE beziehungsweise dem amerikanischen OSS zukommen. Mit den Lageskizzen der Fabrikationsanlagen wurden den alliierten Bombern genaue Luftschläge ermöglicht. Diese Beiträge erwiesen sich in späteren Analysen des OSS als zu 92 Prozent korrekt und waren somit ein effektiver Beitrag zur alliierten Kriegsführung.
Darüber hinaus ermöglichten die nachrichtendienstlichen Erkenntnisse über technische Kapazitäten der Waffe und Ausrichtung der Startanlagen eine rechtzeitige und effiziente Dislozierung und Verwendung der technischen Abwehreinrichtungen. Piloten erhielten außerdem Hinweise zum Vorgehen gegen die V1. Am 23. Juli 1944 wurde den Alliierten erstmals ein Start einer V1 aus der Luft bekannt. Im Februar 1945 informierte ein Doppelagent die Briten über eine V1 mit erhöhter Reichweite, bevor die sogenannte Reichweitenzelle am 3. März erstmals eingesetzt wurde.
Da wegen der Luftüberlegenheit der Briten eine deutsche Luftaufklärung über England nicht möglich war, um die Lage der Einschläge zu kontrollieren, verließ man sich auf Meldungen von Agenten. Diese waren aber fast alle durch ihren Funkverkehr schnell enttarnt worden und arbeiteten unter Androhung der Todesstrafe als Doppelagenten mit den Briten zusammen oder taten dies ohnehin die ganze Zeit wie Eddie Chapman. Im Rahmen des Double-Cross-Systems übermittelten sie falsche Einschlagstellen und veränderten den Einschlagzeitpunkt. Auch die britischen Tageszeitungen wurden angewiesen, falsche Daten zu berichten oder Einschläge vor allem im Südosten Londons zu verschweigen. Durch diese Falschinformationen sollte die deutsche Seite glauben, dass die Waffe meist zu weit in den Nordwesten Londons flog, und sie dazu veranlassen, die eingestellte Flugdauer zu verkürzen. Den Meldungen der eigenen Funkpeilung trauten die Deutschen weniger. Es lässt sich aber nicht nachweisen, dass der Einsatz der Doppelagenten tatsächlich zu einer Veränderung der Zieleinstellungen auf deutscher Seite geführt haben.

### Bombardierung von Produktions- und Abschussanlagen
Mit der Operation Crossbow versuchten die Alliierten, durch Luftschläge Forschung und Entwicklung, Herstellung, Transport und Startplätze der Waffen auszuschalten. In diesem Rahmen wurden bis Mitte 1944 alle zuvor eingerichteten festen Startrampen zerstört oder schwer beschädigt. Die Deutschen legten zwar alternative, besser getarnte Abschussanlagen an, die weitgehend unbekämpft blieben. Diese erreichten aber eine deutlich geringere Schussfrequenz als die ursprünglich vorgesehenen Starteinrichtungen. Crossbow verzögerte somit den Einsatz der V1 und milderte ihn ab. Von Ende Juli 1944 an lagen den Alliierten bessere Aufklärungsergebnisse zu den Abschussanlagen und vor allem zu den Lagerplätzen der Geschosse vor, die ab diesem Zeitpunkt wesentlich effizienter bombardiert und auch durch Sabotage angegriffen wurden.

## Bemannte Version

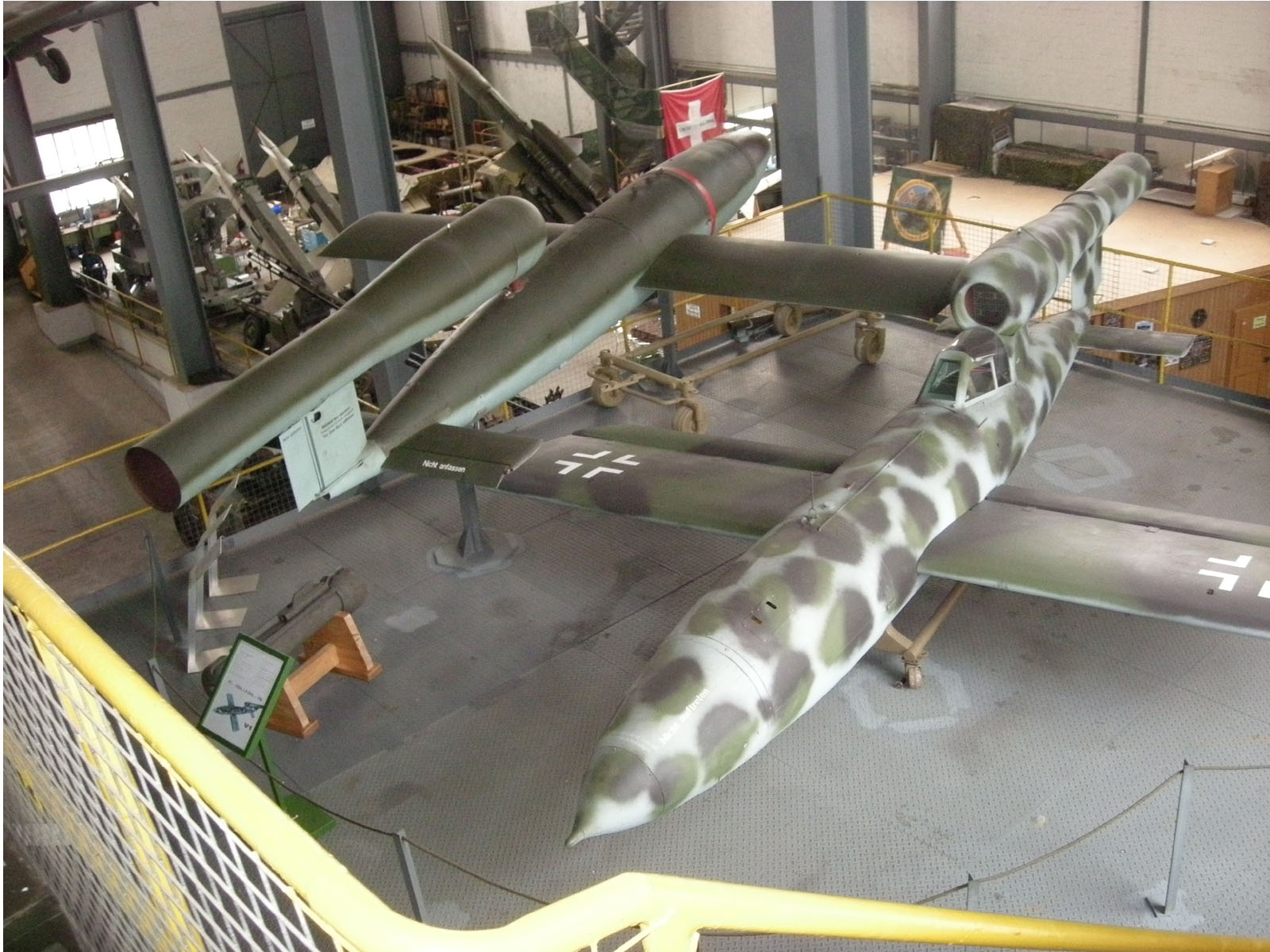
Fieseler Fi 103 (V1), V1 mit Pilotensitz, Standort Schweizerisches Militärmuseum Full

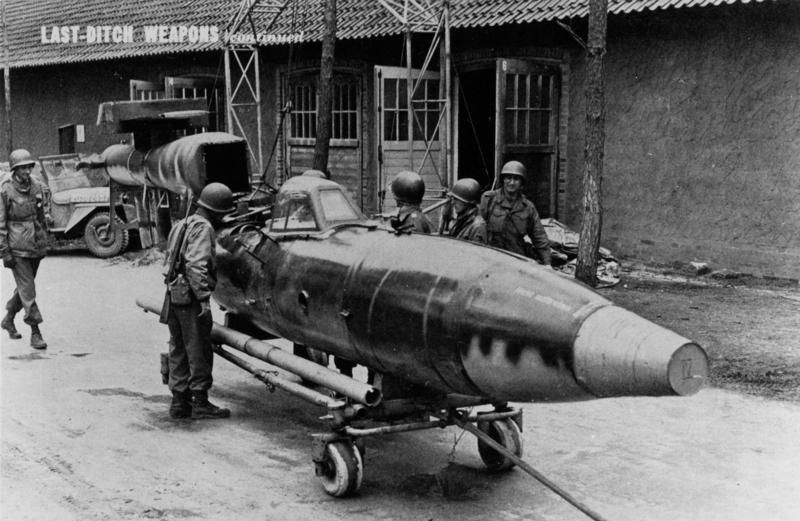
US-Soldaten mit einer erbeuteten V4

Die Version Fieseler Fi 103 Reichenberg, auch als „V4“ bezeichnet, war bemannt. Obwohl 175 Exemplare gebaut worden waren, wurde das Vorhaben 1944 aufgegeben.
Es gab ernste Anstrengungen, die V4 als Kamikaze-Waffe zu benutzen. Dazu wurde die Militäroperation Selbstopfer ins Leben gerufen. Die Selbstaufopferungspiloten wurden dem Kampfgeschwader 200 unterstellt. Diese Organisation kam jedoch nach der Intervention des Geschwaderkommandeurs Werner Baumbach bei Hitler nicht mehr zum Einsatz.

## Abgeleitetes Schleppgerät
Um die Reichweite der neuentwickelten Strahlflugzeuge zu erhöhen, wurde aus der Fi 103 das sogenannte Schwere Schleppgerät SG 5041 entwickelt, das an einer Deichsel hinter einem Flugzeug befestigt werden und diesem als fliegender Kraftstoff-Zusatzbehälter dienen sollte. Dazu wurden bei einer serienmäßigen Fi 103 Triebwerk, Höhenleitwerk sowie sämtliche Ausrüstung im Innern entfernt und der Flugkörper mit einem starren Fahrwerk ausgestattet. Der vorgesehene Behälter sollte bis zu 5000 kg Treibstoff aufnehmen können. Für die Schleppversuche wurde eine Ar 234 B-2b mit einer Schleppkupplung am Heck versehen und erhielt im hinteren Rumpf eine zusätzliche Kabine für einen begleitenden Beobachter, der das Flugverhalten des SG 5041 durch eine kleine Kuppel auf dem Rumpfrücken überwachen sollte, eingebaut. Am 28. Februar 1945 startete der DFS-Pilot Erich Klöckner mit dem Prototyp V1 und dem Ingenieur Güttler vom Flugplatz Neuburg aus mit dem Gespann zum Erstflug, der zufriedenstellend verlief. Anfang März erfolgten zwei weitere Testflüge, bei denen die Masse des Schleppgeräts schrittweise durch Zugabe von Wasserballast erhöht wurde. Beim vierten Start mit maximaler Beladung am 14. März kam es zu einem schweren Zwischenfall, als das Fahrwerk des SG 5041 mit einer die Start- und Landebahn querenden und für Erdarbeiten zur Verlängerung derselben genutzten Lore kollidierte. Die Ar 234 geriet dadurch in einen kritischen Flugzustand, konnte aber von Klöckner nach dem Absprengen der Schleppverbindung stabilisiert werden. Das Schleppgerät stürzte ab und wurde zerstört. Mit einem zweiten Flugkörper wurde am 16. März 1945 noch ein letzter Flugtest durchgeführt, danach das Programm aufgrund von Treibstoffmangel eingestellt. Ein weiterer Schleppträger SG 5041 V3 wurde nicht mehr erprobt.

## Einsatz

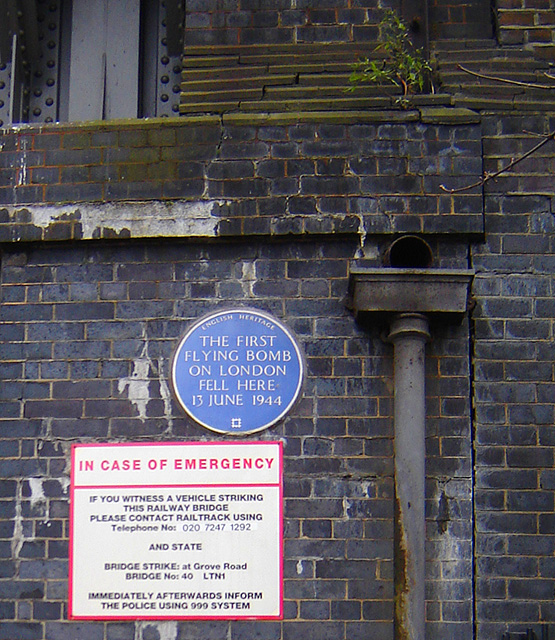
Am 13. Juni 1944 schlug die erste V1 bei der Eisenbahnbrücke an der Grove Road in London ein. Eine angebrachte Plakette erinnert an den Bombentreffer.

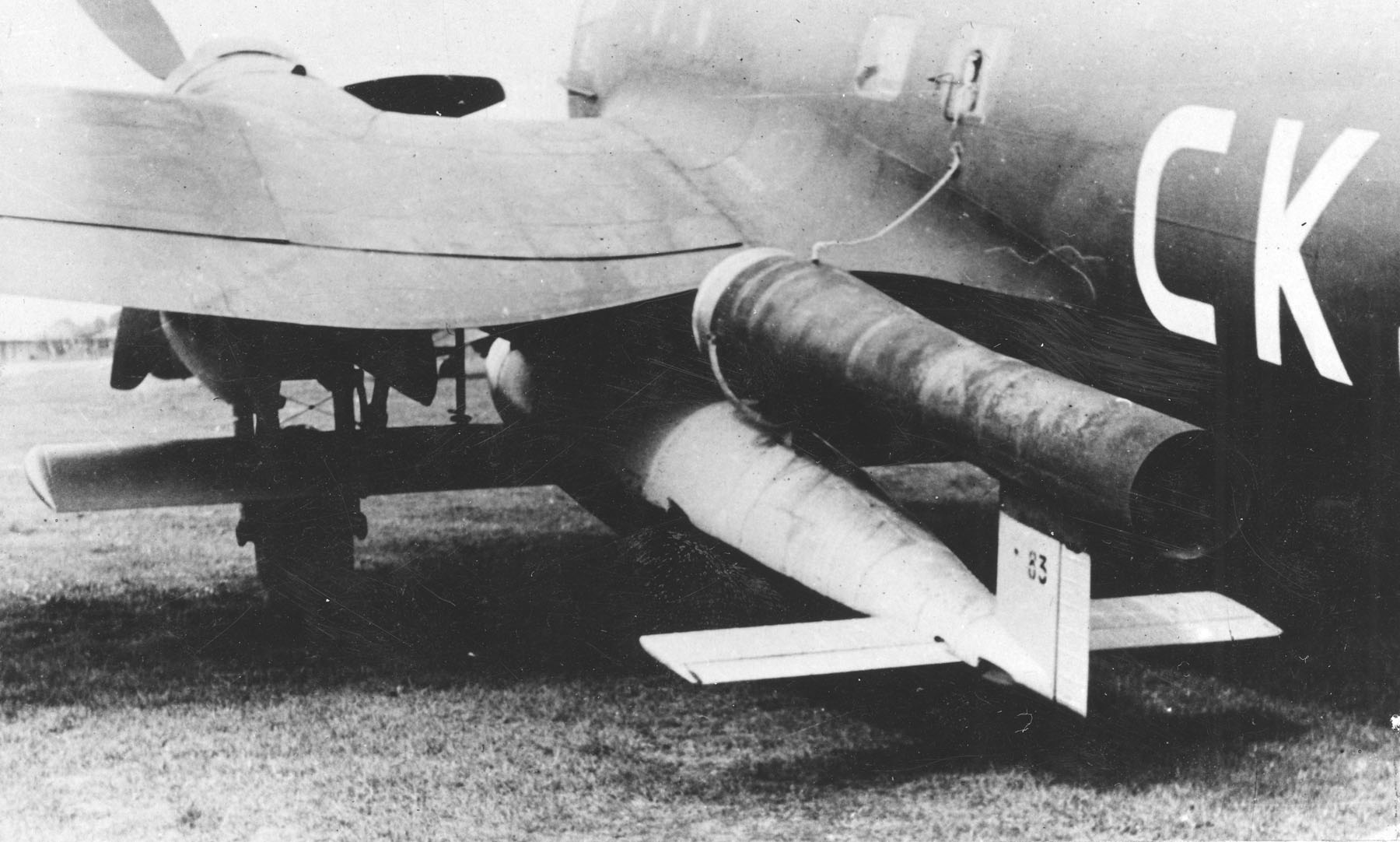
Heinkel He 111 mit Fi-103-Flugbombe unter der Tragfläche

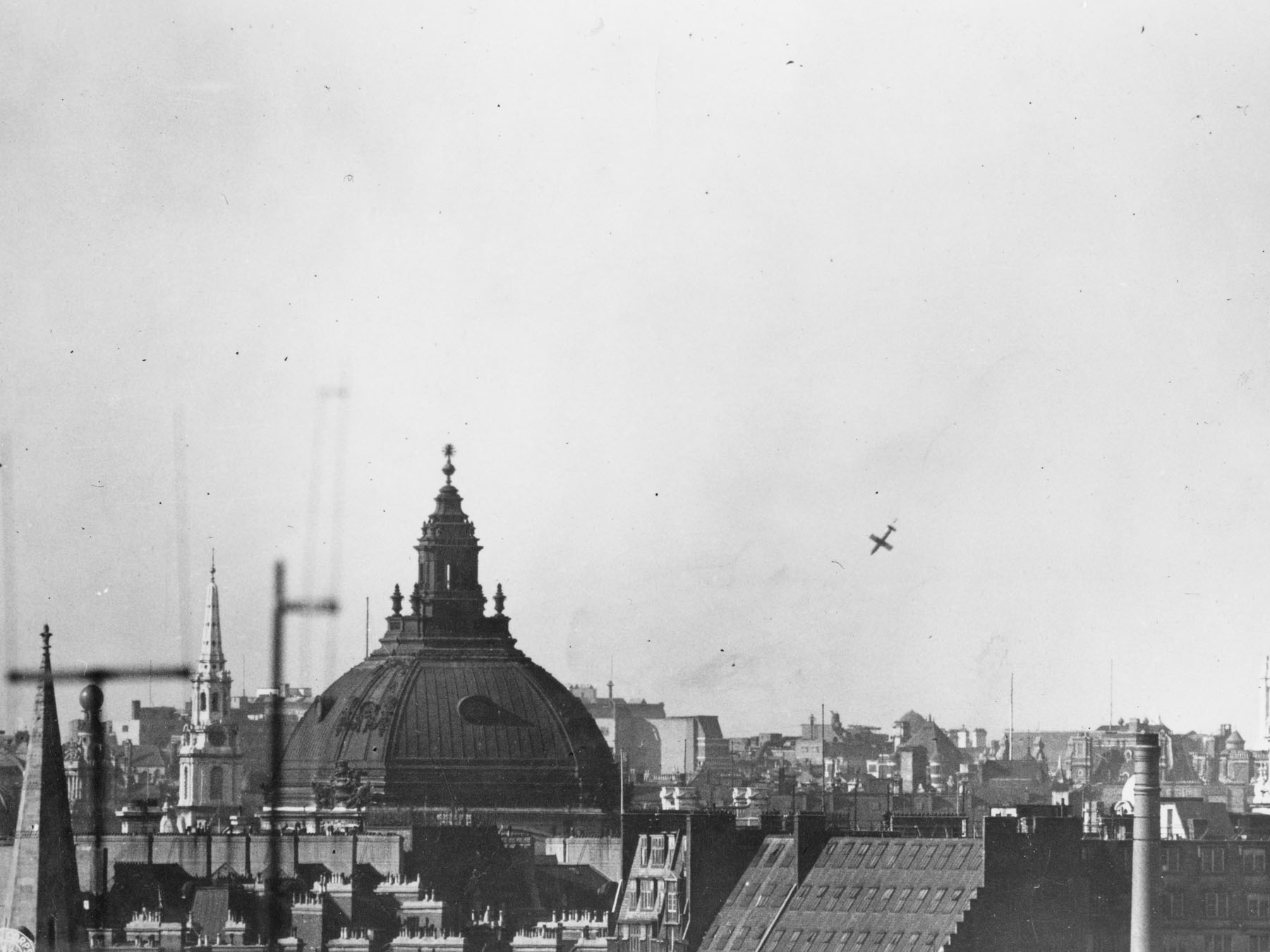
Eine Fieseler Fi 103 trifft am 15. Juni 1944 London

Der Einsatz der Waffe im Krieg begann in den frühen Morgenstunden des 13. Juni 1944. Aus dem nordfranzösischen Département Pas-de-Calais wurden die ersten zehn Flugkörper gegen die britische Hauptstadt gerichtet. Lediglich vier Stück erreichten Großbritannien: je eine Fi 103 schlug in Gravesend, in Cuckfield, in Bethnal Green in London und in Sevenoaks ein, die anderen gingen über See verloren.
Am 17. Juni berichtete die deutsche Presse indirekt über den ersten Einsatz der Waffe, indem zwei Meldungen von Reuters zitiert wurden: „[I]rgendwo in Südengland“ sei eine Geheimwaffe gesichtet worden, bei der es sich um ein „führerloses Flugzeug“ handele, „das mit einer Explosivladung versehen sei, einen kurzen, schlanken Körper mit kastenartigen Vorrichtungen am Schwanze besitze“. Es sei „etwas Unheimliches, wenn das führerlose deutsche Flugzeug sich nähert und raketenartig durch die Luft schießt. Die Flugzeuge haben einen ganz bestimmten rhythmischen Ton, den man als ein leises Pulsieren bezeichnen könnte. Bei Nacht zeigen sie hinten einen deutlichen gelben Schein[,] und im Licht der Scheinwerfer sieht man, wie eine dicke Rauchfahne aus ihnen herausquillt.“
Ab dem 9. Juli wurde die V1 auch vom Bomber Heinkel He 111 in der Version H-16, H-20 und H-22 in der Luft gestartet. Dazu war sie an der Tragfläche, zwischen dem Rumpf und dem Motor untergehängt und wurden in 500 m Höhe über der Nordsee ausgeklinkt. Anschließend sackte sie etwa 40 m durch und erreichte dann aus eigener Antriebskraft eine größere Höhe. Die Bomberbesatzungen der III. Gruppe des Kampfgeschwaders 3 und der I. und II. Gruppe des Kampfgeschwaders 53 flogen bis zu zwei Einsätze pro Nacht. Mitte Dezember unterbrach das Kampfgeschwader 53 die Angriffe für 14 Tage, da bei der II. Gruppe Probleme mit der V1 auftraten. Bei zwölf Maschinen explodierte der Sprengkörper direkt nach dem Ausklinken und brachte das Flugzeug zum Abstürzen. Insgesamt war die Trefferwirkung gering, so auch bei einem Angriff auf Manchester am 24. Dezember, bei dem von 50 abgeschossenen V1 nur 30 die englische Küste und nur eine das Stadtgebiet erreichten.
Der Umfang der V1-Flugbombenoffensive gegen England stellt sich in Zahlen wie folgt dar:
- vom Boden gestartet: 8892
  - davon erfolgreich: 7488
    - 3957 davon von den Briten abgeschossen (52,8 Prozent):
      - durch Abfangjäger: 1847 – tagsüber meist Hawker Tempest, in der Nacht durch Nachtjäger Mosquito
      - durch die Flak: 1878
      - durch die Seile der Sperrballone: 232
- aus der Luft gestartet: 1600 von He-111 H-22, dabei 77 Eigenverluste[36]
- Ziel London: 2419 trafen und detonierten

Bei Bruchhausen und Rheinbreitbach, im Stellungsbereich Asberg sind noch Reste von drei Startrampen zu sehen, ebenso bei Ruppichteroth, Drabenderhöhe, Lohmar-Heide, auf Peenemünde und bei Zempin auf der Insel Usedom.

### Wirkungen
Zu keinem Zeitpunkt konnte die V1 die Kriegswirtschaft in England schwächen. In Spitzenphasen fiel im gesamten Zielgebiet bis zu einem Sechstel der kriegswichtigen Produktion aus. Ebenfalls zu Zeiten der stärksten Angriffe wurden bis zu 20.000 Häuser am Tag beschädigt. Die alliierte Führung fürchtete vor allem eine Schwächung der Kriegsmoral durch die V1; deshalb wurde der V1-Abwehr hohe Bedeutung beigemessen.
Schon 1943 hatte die NS-Propaganda als Erwiderung der 
alliierten Luftangriffe auf deutsche Städte die Bombardierung Englands mit „Vergeltungswaffen“ angekündigt, um die Moral der deutschen Bevölkerung und den Kampfgeist der Soldaten zu stärken. Durch ständige Beschwörungen der Wirksamkeit der neuen „Wunderwaffen“ propagierte das NS-Regime den Glauben, die Wehrmacht hätte neue überlegene Waffensysteme und könne doch noch eine Wende des Krieges herbeiführen. Allerdings schlug die kurzzeitig entstandene euphorische Stimmung der Bevölkerung im Sommer 1944 in Skepsis um, weil die V-Waffen nicht die erhofften Erfolge brachten.
Dennoch versprach Adolf Hitler in seiner letzten Rundfunkrede am 30. Januar 1945 trotz der sich abzeichnenden Niederlage immer noch den Endsieg, unter anderem durch einen verstärkten Einsatz sogenannter „Wunderwaffen“, zu denen auch die V2 gehörte.
In der Hauptphase des Angriffs gegen England im Juli und August 1944 wurden die Terrorwaffen in Gruppen von bis zu zehn Flugkörpern gleichzeitig gestartet. Die Auswirkung auf die Moral der Londoner Bevölkerung ist nachweisbar. Täglich verließen bis zu 14.000 Einwohner mit der Eisenbahn London; insgesamt flohen in diesem Sommer bis zu zwei Millionen Menschen.
Der Oberbefehlshaber der RAF Arthur Tedder äußerte gegenüber Heinrich Brüning, dass es viel besser gewesen wäre, mit der V1, von leichten und getarnten Rampen aus, die Kanalhäfen zu beschießen. Dies hätte zum Zusammenbruch der Invasion in der Normandie geführt.

### Opfer

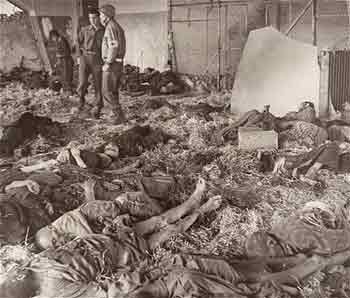
Leichen von KZ-Arbeitern am Boden einer Baracke des KZ Mittelbau-Dora 1945

Bei der Produktion, die zum Teil von KZ-Häftlingen unter unmenschlichen Bedingungen ausgeführt werden musste, kamen viele Menschen ums Leben. Nach Darstellungen der Mahn- und Gedenkstätte Mittelbau-Dora starben bei der Herstellung der Waffe mehr Menschen als bei ihrem Einsatz. Zudem versuchten die zur Herstellung der Waffe gezwungenen Häftlinge vielmals, den Flugkörper zu sabotieren, was auch zu Ausfällen führte. Dafür wurden Häftlinge oft wahllos ermordet und drangsaliert, was wiederum die Produktion verlangsamte.
Durch den Einsatz der Fi 103 gegen London starben 6184 Zivilisten, 17.981 wurden schwer verletzt. In Antwerpen und Umgebung wurden 10.145 Menschen verwundet oder getötet; außerdem waren weitere 4614 Opfer, größtenteils in Lüttich, zu beklagen.
Bei Erreichen der Zielreichweite brachte das vom Frontpropeller angetriebene Zählwerk die Höhensteuerung in Vollausschlag und leitete so den Absturz des Flugkörpers ein. Häufig setzte dabei das Triebwerk aus und nach dem Ausbleiben des extrem lauten Motorengeräusches verblieben etwa 15 Sekunden bis zum Einschlag. Viele Londoner konnten sich retten, indem sie in diesen Momenten sofort Schutz suchten. Die Druckwelle der Explosion breitete sich manchmal über mehrere 100 Meter aus. Im Fall des Einschlags am Lewisham Market am 28. Juli 1944 belief sich die Explosionswirkung sogar auf bis zu 600 Meter in alle Richtungen.

## Gedenken
In Greencastle in Indiana gibt es ein Denkmal mit einer V 1 zur Erinnerung an den Zweiten Weltkrieg (Lage).